# 元始天尊

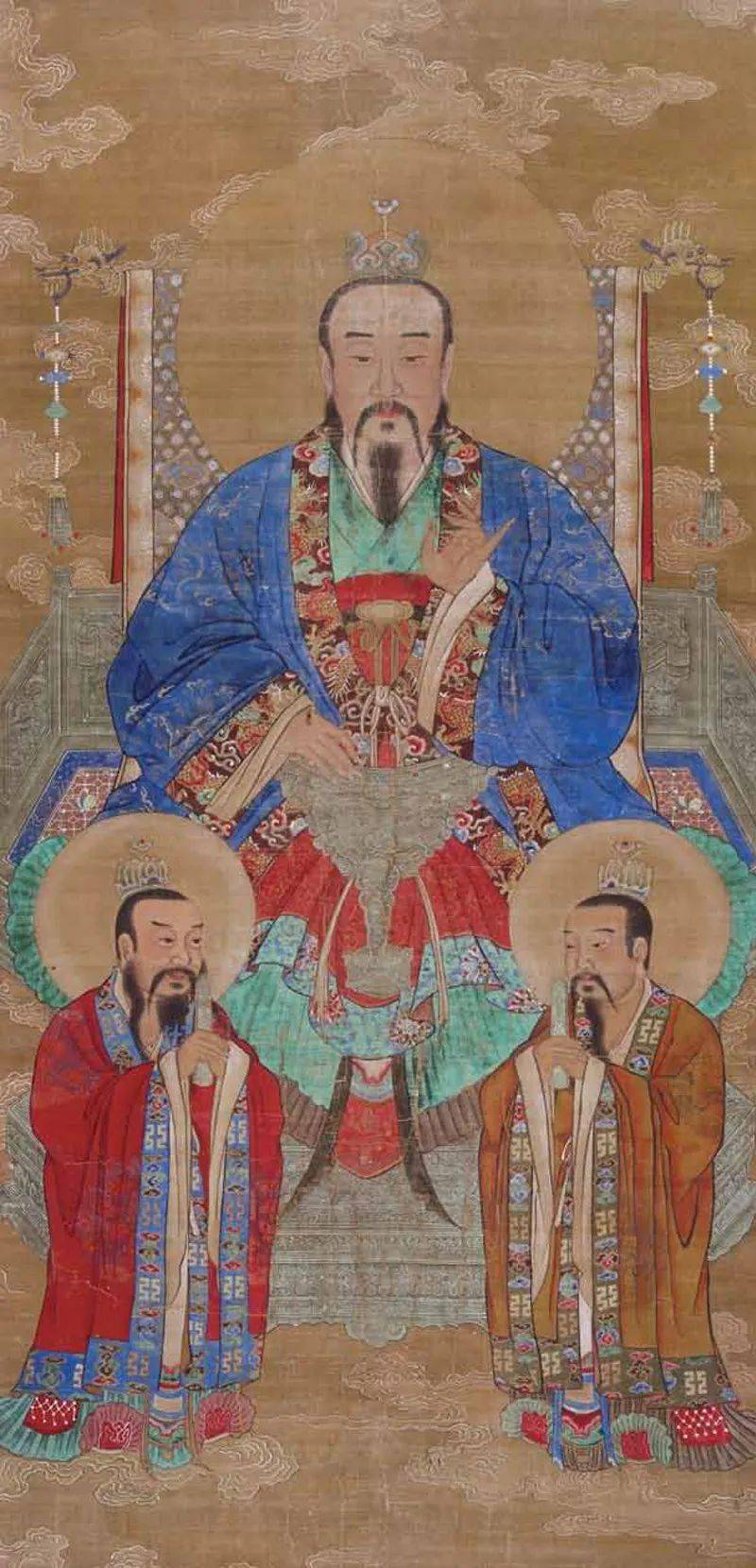
玉清元始天尊（北京市白云观藏）

元始天尊是道教崇拜的最高神靈，三清尊神之一，最早記載於東晉末年的靈寶經，及另一道教創世之神元始天王。相傳元始天尊與道同體，為混沌之中盤古大帝的化身，是宇宙的最高神，在天地開闢之際，向諸神現身說法演說經文，再輾轉下傳凡人。在唐代初期，元始天尊成為道教公認的最高神，民間廣泛製作其偶像，繼後與靈寶天尊、道德天尊合稱「三清」。道教神霄派典籍《無上九霄玉清大梵紫微玄都雷霆玉經》中说玉清元始天尊是至高神浮黎元始天尊与其后妃玉清神母元君所生九子中的长子。
又称“玉清元始天尊”、“青玄祖炁玉清元始天尊妙无上帝”、“玉清聖境洞眞元始天尊”、“玉清聖境虛無自然元始天尊”、“清微聖祖玉清元始妙道上帝”、“玉清聖境虚无自然元始天尊妙无上帝”、无上自然三宝虚皇大道元始天尊玉晨元皇大道君”。

## 來源
元始天尊的原型則是東晉初期出現的神靈元始天王，兩者都位於仙境玉京山之上:634、644。「元始」表示宇宙中初始之氣:100。在靈寶經中，元始天王變成天始天尊之下傳授道經的神靈。在唐代以後，一些道書又把元始天尊和元始天王合二為一:635、637。有道經記載元始天尊名「樂靜信」，是一個奉道者，因修行而成為天尊，此故事來自佛教《六度集經》中須大拿太子，即釋迦文佛前世的故事:75-76。

## 形象
元始天尊是道教最高神，在東晉後期的《靈寶經》中，元始天尊磅礴於天地之間，開天闢地:632-633、635，在天地初開時傳授道經，稱為「開劫度人」。元始天尊是世界的最高神，宇宙萬有之源，道的化身:644、683，至高無上，與道同體:95，也是道經的演說者，道教教主。最早記述元始天尊開劫度人的經書，是《太上諸天靈書度命妙經》等靈寶經:690、638，當中許多經卷都敘述元始天尊向太上大道君等神靈說教:71，是道教和佛教等一切教法的始祖:677。在《元始五老赤書玉篇真文天書經》中，元始天尊在天地初分之際，將同樣先天地而生的「真文天書」，從道氣混沌的狀態，凝練成赤書文字，並通過五老上真，傳授給太上大道君、高上玉帝和十方至真等神靈。奉行靈寶正法的信徒，可以在大劫交周之時，得到元始天尊的垂愛護佑，安然度過劫期:100、107。

## 發展
在東晉以後，靈寶經創造的元始天尊逐步成為道教其他宗派共同信奉的最高神:677。在6世紀中期，北方道教仍以太上老君為最高神，到7世紀的唐初，元始天尊取代太上老君成為道教主神:98。在6世紀，信徒為了祭奠死者與祭祀祖先，開始製作元始天尊的石像，到唐代天尊造像更為普遍:68-69。隋唐時各地道觀供奉元始天尊像，伴以左玄真人和右玄真人。唐代佛教批判元始天尊的形象是模倣佛教而來的，並非自古已有:677-679。元始天尊原名樂靜信，因修行而成為天尊之說，更被佛教批評為自相矛盾，偽妄無知:75。唐代，元始天尊與太上大道君、太上老君合稱「三清尊神」:95。唐代末期，道士閭丘方遠在《洞玄靈寶真靈位業圖》中把元始天尊編排在神譜的最高位置:113。在宋代，道教逐漸推崇玉皇大帝，認為是太極界實際的領導者，而三清尊神成為道教象徵，元始天尊的地位並未有变，反之六御变为四御，太乙救苦天尊的地位有所下降:112，反之玉帝升为天尊级别，与元始天尊同居大罗天。後來三清尊神改名為元始天尊、靈寶天尊和道德天尊，沿用至今:227。

## 影視作品
- 1982年中國大陸電視劇《西遊記》：六小龄童飾元始天尊
- 1990年中國大陸電視劇《西遊記》：吳慈華飾元始天尊
- 2006年中國大陸電視劇《封神榜之凤鸣岐山》：唐国强飾元始天尊
- 2009年中國大陸電視劇《封神榜之武王伐纣》：唐国强飾元始天尊
- 2014年中國大陸電視劇《封神英雄榜》：沈保平飾元始天尊
- 2021年大陸版電視劇《千古玦塵》：李澤鋒飾炙陽神尊
- 2024年香港无线电视TVB电视剧《本尊就位》：鲁振顺饰元始天尊